# L'Aigle rouge (série télévisée)
Pour les articles homonymes, voir L'Aigle rouge.
L'Aigle rouge (Águila Roja trad. litt. : « Aigle rouge ») est une série télévisée espagnole en 116 épisodes de 90 minutes créée par Daniel Écija, Ernesto Pozuelo, Pilar Nadal et Juan Carlos Cueto, diffusée entre le 19 février 2009 et le 27 octobre 2016 sur la chaîne La 1 Clan TVE .
En France, au mois de mars 2010, la chaîne Virgin 17 annonce avoir acquis les droits de diffusion de la série, ce qu'elle n'aura pas le temps de faire avant sa fermeture, le 1er septembre 2010,, où elle reste inédite. En Belgique, elle est diffusée depuis le 30 octobre 2010 sur la chaîne La Trois. Les épisodes sont découpés de façon à durer 50 minutes chacun, ce qui porte à un total de 17 le nombre d'épisodes de la première saison (contre 13 pour la version originale).

## Synopsis
Des aventures, des mystères, des intrigues et des passions qui se déroulent pendant le Siècle d'Or espagnol... Une série pour toute la famille, située dans un XVIIe siècle mouvementé. Le protagoniste est un justicier anonyme, connu sous le nom de Águila Roja (Aigle Rouge), qui vient en aide aux plus faibles et pauvres. Il est aussi obstiné par une autre affaire qui le touche beaucoup plus... le meurtre de sa jeune épouse, il est persuadé que ce meurtre est le résultat d'une obscure conspiration. Cette série d'aventures et d'intrigues porte des valeurs chères à cette époque : le courage, la noblesse (d'âme et d'épée), l'amitié et l'amour.

## Fiche technique
- Titre original : Águila Roja
- Titre français : L'Aigle rouge

## Distribution
- David Janer (VF : Laurent Mantel) : Gonzalo de Montalvo, « l'aigle rouge »
- Javier Gutiérrez Álvarez (VF : Pascal Casanova) : Saturno « Satur » García
- Pepa Aniorte (es) (VF : Brigitte Virtudes) : Catalina
- Inma Cuesta (VF : Fily Keita) : Margarita
- Miryam Gallego (VF : Dolly Vanden) : Marquise Lucrecia de Santillana
- Santiago Molero (es) (VF : Thierry Buisson) : Cipriano « Cipri »
- Erika Sanz (VF : Ariane Aggiage) : Inès
- Roberto Álamo (VF : Jérôme Keen) : Juan de Calatrava
- Guillermo Campra (VF : Catherine Desplaces) : Alonso de Montalvo
- Borja Sicilia (VF : Corinne Martin) : Murillo
- Óscar Casas (VF : Gwenaëlle Jegou) : Gabi
- Patrick Criado (VF : Loïc Peyroux) : Nuño
- Francis Lorenzo (VF : Patrice Baudrier) : Commissaire Hernán Mejías
- Pepe Quero (es) (VF : Michel Mella) : Floro
- Adolfo Fernández (es) (VF : Michel Prud'homme) : Agustín
- Marta Aledo (VF : Caroline Pascal) : Estuarda
- Sonia Lázaro (es) (VF : Geneviève Doang) : Matilde Torres
- Jean Claude Ricquebourg : Représentant de la Justice Française

 Source et légende : version française (VF) sur RS Doublage

## Épisodes

### Première saison (2009)
1. Águila roja
2. El Conde de Queiroz
3. La fiesta de la Marquesa
4. La puerta misteriosa
5. Preparando a Alonso para luchar
6. La elección de Gonzalo
7. Gonzalo es torturado
8. El guerrero oriental
9. Atentar contra el Rey
10. La unión hace la fuerza
11. Buscando al asesino de niños
12. La Marquesa, acusada de traición
13. Lucha a muerte entre Águila Roja y el Comisario

### Deuxième saison (2010)
1. Gonzalo descubre un secreto de sus orígenes
2. Águila Roja continúa su búsqueda
3. El secuestro de Margarita
4. Buscando a Margarita
5. ¿La Marquesa embarazada?
6. Intento de asesinato en Palacio
7. El bosque maldito
8. El medallón, pieza codiciada por el Cardenal
9. El accidente de Nuño
10. El comisario, atacado
11. Carreras de burros
12. Se anuncia una boda
13. Gonzalo, a punto de abandonar su búsqueda

### Troisième saison (2010-2011)
1. La Noche de Bodas
2. La Vida del Héroe, en Peligro
3. Difíciles momentos para la Marquesa
4. Encargo Real
5. Proposición de Matrimonio
6. Encerrada en el Refugio
7. Un misterioso castillo
8. Muertes y engaños
9. El pirata Richard Blake apresado
10. Nuño espera su ejecución
11. Felipe Próspero, gravemente enfermo
12. Bienvenida, madre Isabel
13. La peste asola la villa

### Quatrième saison (2011-2012)
1. Convoy a Mongolia
2. Los niños del hospicio
3. La confirmación de Nuño
4. La marquesa, celosa
5. El doble compromiso de Juan
6. Mateo llega a la villa buscando fortuna
7. La Marquesa se marcha a Viena
8. Encuentro entre Águila Roja y el padre Alejandro
9. Reencuentro con un amor de juventud
10. El Duque de Alba llega a la villa
11. El Comisario, relevado de su cargo
12. Un cadáver aparece despedazado

### Cinquième saison (2013)
1. Águila Roja y Sátur, ante un nuevo misterio
2. El Rey intenta evitar un conflicto internacional
3. Un famoso torero acude al palacio de la Marquesa
4. A Sátur se le aparece la Virgen María
5. Aparecen recién nacidos asesinados
6. Águila Roja y Satur quedan encerrados
7. Gonzalo se preocupa por su hijo
8. Juan es conducido a una cárcel militar
9. Sagrario y Jacobo ocultan el secuestro de Nuño
10. Gonzalo y Margarita asisten a una boda
11. La identidad de Águila Roja al descubierto
12. Gonzalo se siente atraído por Eva
13. Lucha de gladiadores en honor del Rey
14. El capitán Patrick se queda prendado de Margarita
15. Margarita permanece secuestrada por el capitán Patrick
16. Jacobo se enamora de Ana
17. Gonzalo huye de la villa
18. La llegada de la marquesa

### Sixième saison (2014)
1. Águila Roja descubre que el Comisario ha matado a su madre
2. El encuentro entre Margarita y monseñor Adrián
3. Gonzalo y Sátur intentan salvar la vida a sus hijos
4. Águila Roja y Sátur posponen su búsqueda de la "Puerta Negra"
5. Las autoridades ofrecen una recompensa a quién capture a una enorme bestia
6. Gonzalo recibe la visita de alguien muy querido procedente de las Américas
7. Una maldición en el palacio de Santillana enturbia el cumpleaños de la reina
8. Sátur necesita conseguir dinero para que su hijo estudie música
9. Un tornado azota la villa
10. Los hombres del Cardenal torturan e interrogan a Cipri
11. Águila Roja y Sátur viajan a la playa esperando encontrar a Cipri
12. Sátur será el primer hombre capaz de volar
13. Gonzalo le pide a Lucrecia que cuide de Alonso

### Septième saison (printemps 2015)
1. Gonzalo y Sátur más enfrentados que nunca
2. Gonzalo busca a su hijo Alonso
3. Gonzalo, obligado a casarse
4. Llega a la villa un misterioso personaje
5. Águila Roja y Sátur se enfrentan a extraños acontecimientos en la villa
6. Águila Roja continúa a la búsqueda de Sátur
7. Gonzalo se enfrenta al falso Águila Roja
8. Un gran número de desertores del ejército han sido detenidos

### Huitième saison (automne 2015)
1. Águila Roja y Sátur buscan al hijo del emperador de China
2. La muerte del Comisario parece inevitable
3. Sátur participa en un concurso teatral durante las fiestas de la Villa
4. Sátur despierta de una borrachera y no recuerda nada de la noche anterior
5. Sátur intenta expiar su culpa alejándose de todos y comenzará una nueva vida en el bosque
6. Águila Roja tiene que luchar sin su katana, después de que un rayo impactara en ella
7. Águila Roja y Sátur han sido apresados y viajan en un galeón camino de Asia
8. Sátur decide estudiar Derecho en la Universidad para que su hijo esté orgulloso de él
9. Gonzalo y Margarita se muestran felices mientras se encargan de los preparativos de su boda
10. La fantasía y la imaginación se hace con la Villa
11. Gonzalo es obligado a unirse a las tropas para luchar contra Portugal
12. Malasangre y su equipo tienen como objetivo matar al Rey de Portugal
13. Lucrecia frustra la boda de Gonzalo y Margarita

### Neuvième saison (2016)
1. Gonzalo decide instalarse en Sevilla con toda la familia para dejar atrás los recuerdos de Margarita
2. El Cardenal Mendoza descubre que los hijos de Laura de Montignac están vivos
3. Malasangre le propone a Gonzalo postularse como heredero al trono
4. El Comisario quiere casarse con la Marquesa con el único fin de hacer de ella una infeliz
5. Gonzalo descubre que Alonso se escribe con Margarita
6. Sátur consigue quedar libre de su extraño cautiverio
7. Lucrecia en pie de guerra contra el Comisario
8. El Rey invita a Gonzalo y Alonso a Palacio
9. La Marquesa urde un plan para librarse de los Gordillo para siempre
10. Gonzalo, Alonso y Sátur se van de Palacio mientras que la identidad de Águila Roja es descubierta
11. La identidad de Águila Roja al descubierto
12. El comisario esta preparado para asaltar el trono, mientras la Marquesa se ve reina de las Españas
13. Margarita reaparece en la villa y descubre que Gonzalo es Águila Roja

## Commentaires
- Erika Sanz, l'interprète d'Inés, a joué le rôle d'Erika dans la série Un, dos, tres, diffusée avec succès depuis 2004 dans les pays francophones.